# クマノアシツキ
クマノアシツキ Acrocirrus validus はハボウキゴカイ目のゴカイ類の1種。頭部に太くて少し長い触手を4対持ち、それを振り動かす。

## 特徴
体長は18-75mmで円筒形の体の前端部に4対の触手を持つ。体は50-110の体節からなり、ほぼ円筒形ながら背面は強く盛り上がるのに対し、腹面はややくぼんでいる。体表には縦横の皺と乳頭状の突起が多数ある。体は全体に暗褐色だが、前の方がより色が濃い。この類では口前葉は退化的にそれに続く口説と癒合しているが、本種の口前葉は栗の実状でその上には顕著な隆起が中央に1つ、側面に2対ある。口前葉の前端からは1対の感触手が突き出ており、これは暗紅色をしている。また2対の眼点があり、外側のものは大きくて斜めに伸びた形でが出ており、内側のものは小さくて丸い。口節に続く4つの節からは副感触手(あるいは鰓)が出ており、これは棍棒状をしている。
胴体部では疣足は突き出しておらず、剛毛束は体から直接突き出る形を取っており、これはこの目に共通する特徴の1つである。疣足の背側枝は明かではないが、腹側枝はよく発達している。背側枝剛毛は第3剛毛節から始まり、毛鬚状をしている。腹側枝剛毛関節があり、その上の端が鉤状に曲がっており、さらにその先端が小さく二つに分かれている。腹剛毛の基部には刺針状剛毛がある。
和名の由来は「熊の足つき」で、腹剛毛の先端がかぎ爪状になっており、その並んでいる様子が熊の爪を思わせることによるというが、肉眼では見て取れないのが残念である。

## 生態など
岩礁海岸の潮間帯から水深30m程度の海底の転石の下に見られる。動くときは頭部の鰓（触手）を活発に海中で揺り動かすのが見られる。岩の裏や岩礁の上を不器用な感じで這い回る。

## 分布
本州中部から九州まで見られる。日本の固有種である。
なお、北海道には同属のエゾクマノアシツキ A. muroranensis および A. uchidai が知られている。

## 利害
特にはなさそうである。